# سیمون شتروف سینیور
سیمون شتروف سینیور (بلغاری: Симеон Щерев؛ زادهٔ ۸ فوریهٔ ۱۹۵۹) کشتی‌گیر بازنشسته و مربی کشتی اهل بلغارستان است. شتروف در دسته‌های وزنی ۶۲ و ۶۸ کیلوگرم کشتی آزاد برندهٔ مدال برنز المپیک ۱۹۸۸ سئول، و همچنین برندهٔ یک مدال طلا (۱۹۸۱)، یک نقره (۱۹۸۲) و دو برنز (۱۹۸۳ و ۱۹۸۶) از مسابقات قهرمانی کشتی جهان است. او پس از بازنشستگی به حرفه مربی‌گری روی‌آورد و به عنوان مربی کشتی بلغارستان فعالیت کرد.
شتروف کشتی‌گیران بلغارستان را در مسابقات جهانی و المپیک‌های مختلف هدایت کرده و کشتی‌گیران مطرحی مانند سرافیم بارزاکوف، رادوسلاو ولیکوف و میهایل گانف را پرورش داده‌است.